# 1913-as magyar vívóbajnokság
Az 1913-as magyar vívóbajnokság a tizennegyedik magyar bajnokság volt. A tőrbajnokságot május 2-án rendezték meg Budapesten, a Nemzeti VC Koronaherceg utcai vívótermében, a kardbajnokságot pedig május 2. és 4. között Budapesten, a selejtezőt a Nemzeti VC Koronaherceg utcai vívótermében, a döntőt a Vigadóban (a Sporthírlap szerint a Műegyetemen).

## Eredmények
| Versenyszám     | Arany                    | Arany | Ezüst                   | Ezüst | Bronz              | Bronz |
| --------------- | ------------------------ | ----- | ----------------------- | ----- | ------------------ | ----- |
| Férfi tőrvívás  | dr. Tóth Péter MAC       |       | Pál Imre Kolozsvári EAC |       | Rády József MAC    |       |
| Férfi kardvívás | Werkner Lajos Nemzeti VC |       | Szántay Jenő MAC        |       | Mészáros Ervin MAC |       |

Megjegyzés: a MASZ jubiláris évkönyvében a tőrbajnokság sorrendje: 1. dr. Tóth Péter (MAC), 2. Rády József (MAC), 3. Lichteneckert István (MAC)